# قائمة المنظمات الدولية التي مقرها جنيف
هذه قائمة بالمنظمات الدولية التي يوجد مقرها في جنيف، سويسرا:
- مكتب الأمم المتحدة في جنيف.
- منظمة الصحة العالمية.
- منظمة العمل الدولية.
- منظمة الهجرة الدولية.
- منظمة التجارة العالمية.
- مؤتمر الأمم المتحدة للتجارة والتنمية.
- المنظمة الدولية للمعايير.
- رقابة الأمم المتحدة.
- المفوضية السامية للأمم المتحدة لشؤون اللاجئين.
- اللجنة الدولية للصليب الأحمر.
- الاتحاد الدولي لجمعيات الصليب الأحمر والهلال الأحمر.
- المكتب الدولي للتربية.
- الاتحاد الدولي للاتصالات.
- اللجنة الكهروتقنية الدولية.
- الاتحاد البرلماني الدولي.
- المنظمة العالمية للملكية الفكرية.
- المنظمة العالمية للأرصاد الجوية.
- الاتحاد الدولي لحفظ الطبيعة.
- برنامج الأمم المتحدة المشترك لفيروس نقص المناعة البشرية/الإيدز.
- المفوضية السامية للأمم المتحدة لحقوق الإنسان.
- مكتب الأمم المتحدة لتنسيق الشؤون الإنسانية.
- مجلس المطارات الدولي.
- الاتحاد الدولي للنقل البري.
- الاتحاد اللوثري العالمي.
- المنتدى الاقتصادي العالمي.
- مجلس الأعمال العالمي للتنمية المستدامة.
- منظمة البكالوريا الدولية.
- مجلس الكنائس العالمي.
- لجنة الحقوقيين الدولية.
- المنظمة العالمية للحركة الكشفية.
- الحملة الدولية لإلغاء الأسلحة النووية.
- اتحاد السيطرة الدولية على السرطان.
- اجتماع حوكمة الإنترنت.
- الاتحاد العالمي للطلاب المسيحيين.
- المرصد الأورومتوسطي لحقوق الإنسان.
- منظمة الأمن والتعاون في أوروبا.
- اتحاد البث الأوروبي.
- المنظمة الأوروبية للأبحاث النووية.
- جمعية الشبان المسيحيين.
- منظمة أطباء بلا حدود.
- هيئة الإغاثة كير.
- مؤسسة آغا خان.